# Tariq ibn Ziyad
Pour les articles homonymes, voir Tariq Ibn Ziyad (homonymie) et Ibn Ziad (homonymie).
Tariq ibn Ziyad (en arabe : طارق بن زياد (Ṭāriq ibn Ziyād)), en berbère : ⵜⴰⵔⵉⵇ ⵓ ⵣⵉⵢⴰⴷ (Tariq u Ziyad)), né au VIIe siècle au Maghreb, et mort vers 720 à Damas, est un stratège militaire et gouverneur omeyyade d'origine berbère. Il est, avec Tarif ibn Malik et Munuza, l'un des principaux acteurs de la conquête musulmane de la péninsule Ibérique.
Il est principalement connu pour avoir mené, depuis les rives du Nord de l'actuel Maroc, les troupes omeyyades à la conquête de la péninsule Ibérique. Depuis cette victoire, le détroit de Gibraltar porte son nom : le mot « Gibraltar » vient de l'arabe « djebel Tariq » (« djabal Ṭāriq », graphie arabe « جبل طارق »), signifiant la « montagne de Tariq ».
Tariq, surnommé dans l'histoire et la légende espagnoles, pour des raisons peu claires, « Tariq le borgne »,, est appelé par les héritiers du roi wisigoth Wittiza qui lui demandent son soutien au cours de la guerre civile espagnole les opposant au roi wisigoth Rodéric. Il obtient le soutien de la population juive persécutée par les Wisigoths, des rivaux du roi Rodéric, d'opposants à l'Église catholique et du gouverneur byzantin de Ceuta, Julien, qui est un élément clé dans la réussite de la conquête musulmane, en fournissant en particulier la flottille nécessaire à la traversée.
L'essentiel des écrits concernant Tariq et la conquête provient d'historiens musulmans, qui ont rédigé leurs récits plusieurs siècles après les faits. Ces récits sont donc sujets à interprétation. Ainsi, en 1969, l'historien espagnol Ignacio Olagüe, dans sa quête d'autres sources, émet une hypothèse controversée niant l'existence d'une conquête, hypothèse actuellement réfutée à laquelle répond notamment Pierre Guichard dans son ouvrage riche d'informations sur l'Espagne musulmane intitulé Les Arabes ont bien envahi l'Espagne.

## Étymologie
« Tariq » et « Ziyad » sont des prénoms arabes.
« Ibn », qui se prononce « iben », signifie « fils de » en arabe.
Le père de Tariq s'appelait donc « Ziyad », un prénom arabe signifiant « qui fait prospérer » ou « fécond ».
Le prénom Tariq (qui peut aussi s'écrire Tarik, Tarek, Taric, Tarec, Tariq, Tareq) a plusieurs significations en arabe :
- « étoile du matin », comme la sourate du Coran du même nom (sourate 86 - الطارق) ;
- « celui qui frappe (à la porte) » (الطارق).

Compte tenu de la signification symbolique du prénom de ce conquérant, il est possible que le surnom de « Tariq » lui est donné à l'issue de la conquête.
Pour l'historien Joaquín Vallvé Bermejo, le nom « Tariq » désignerait une figure éponyme signifiant simplement « chef » ou « leader ».

## Origine
En dehors de son prénom arabisé, du prénom également arabisé de son père, l'état civil de ce guerrier reste incertain. Quant à son origine ethnique, les historiens actuels s'accordent à dire qu'elle était berbère. Cependant, comme le fait remarquer l'arabisant Georges Bohas, certaines sources lui attribuent une origine persane. L'historien espagnol Ignacio Olagüe, quant à lui, pose, d'après des considérations étymologiques qui laissent à désirer, l'hypothèse d'une origine gothique (germanique).
En bas de page du tome 1 de l'ouvrage d'Ibn Khaldoun sur les origines des Berbères (Le Livre des exemples) figure, sans aucune référence ni date ni lieu, l'annotation suivante à propos de Tarik Ibn Ziyad : « la tribu d'Oulhaça », une tribu berbère zénète de l'actuelle Algérie, qui habite actuellement la région de Béni Saf en Algérie. Il reprend cette information d'un auteur inconnu cité par l'historien Ibn ʻIdhārī, auteur de l'ouvrage Al Bayan Al Moghrib. Les historiens modernes acceptent le fait qu'il ait été d'origine berbère,. Les tribus berbères associées à ses ancêtres (Zénètes, Walhas, Warfajuma, Nefzaouas) sont, à l'époque de Tariq, toutes résidentes au Maghreb. Les Oulahça feraient partie des Nefzaouas ou Nefoussa ; en ce sens ses origines sont proches de la reine Kahina appartenant à la faction des Djerawa, zénète comme les Nefzawas. Tariq Ibn Ziyad est qualifié de Laouatî, Nafzaouî, Oulhassî par le chroniqueur Ibn Idhari, lors de la préparation de l'expédition pour la péninsule ibérique à Tlemcen. La référence la plus récente quant à ces origines date du xiie siècle, elle vient du géographe al-Idrisi, qui réfère a un certain Ṭāriq ibn Abd 'Allah ibn Wanamū al-Zanātī (littéralement, « le zénète », une tribu berbère), sans le patronyme « ibn Zyiad ».
La plupart des historiens, arabes et espagnols, semblent s'accorder pour dire qu'il était un esclave de l'émir Moussa Ibn Noçaïr, qui lui a donné sa liberté et l'a nommé général dans son armée. Mais des siècles plus tard, ses descendants ont nié qu'il aurait été l'esclave de Moussa. La première référence à lui semble être dans la Chronique mozarabe, écrite en latin en 754, qui, bien qu'écrite peu après la conquête de l'Espagne, se réfère à tort à lui comme Taric Abuzara. Le nom de Ṭariq est souvent associé à celui d'une jeune esclave, Umm Ḥakīm, qui aurait franchi l'Espagne avec lui ; mais la nature de leur relation reste obscure.

## Biographie

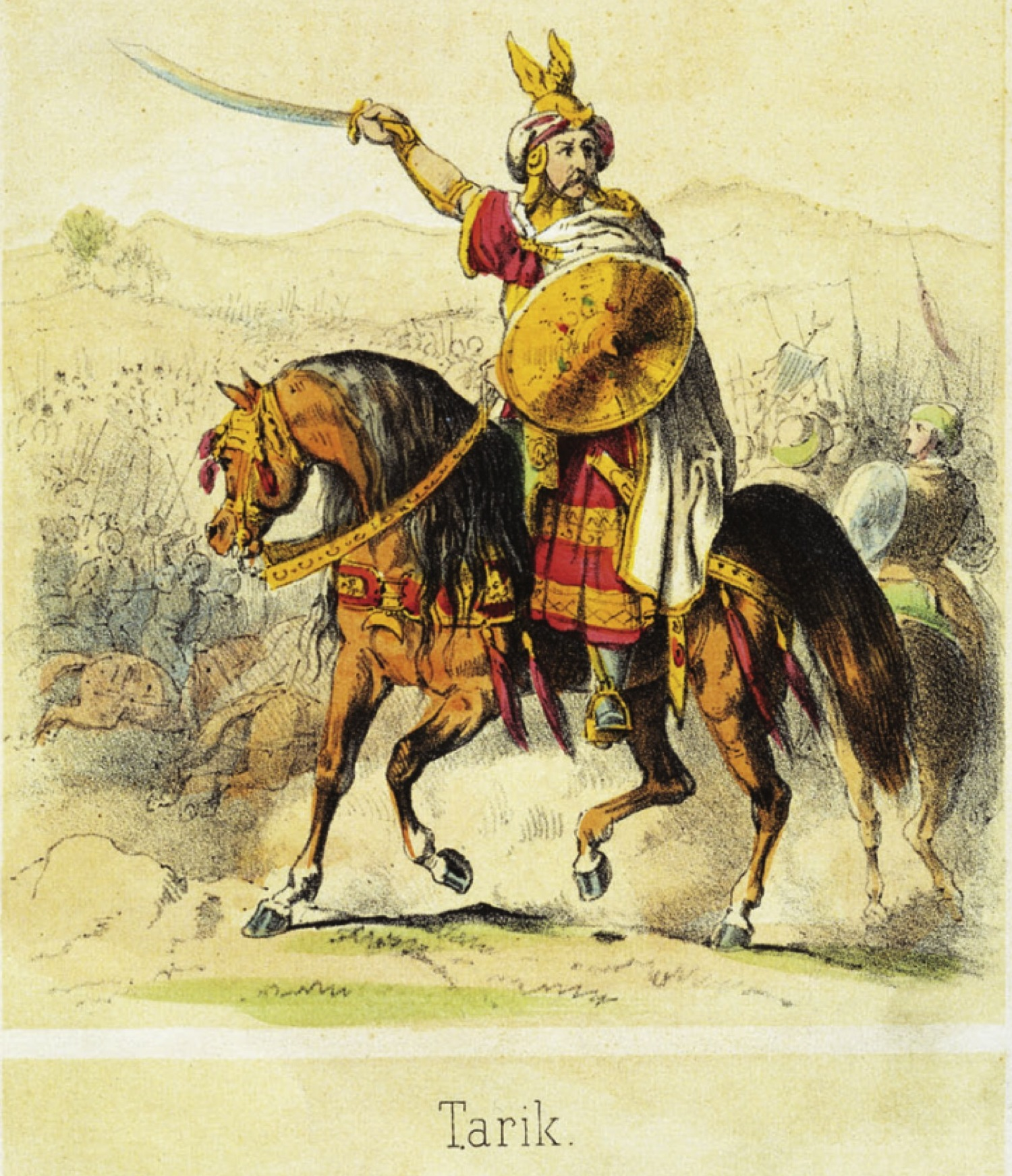
Tariq ibn Ziyad, dessin de Theodor Hosemann.

Tariq ibn Ziyad est un commandant dans l'armée de Moussa Ibn Noçaïr, gouverneur omeyyade de l'Ifriqiya et général des troupes musulmanes ; elles sont formées de populations d'origines ethniques diverses chargées de poursuivre ou de renforcer l'islamisation des nombreuses tribus berbères situées à l'ouest de la province d'Ifriqiya. Moussa Ibn Noçaïr a l'habileté de pratiquer une large politique d'assimilation, faisant entrer des berbères dans l'armée et leur confiant des postes de commandement. Tariq inaugure la conquête de la péninsule Ibérique et donna son nom au fameux détroit de Gibraltar.
Il est nommé par Moussa Ibn Noçaïr en remplacement de son fils Marwan, gouverneur de la ville de Tanger, dans le but probable d'organiser la logistique en vue de la conquête. Là aussi, il n'existe aucune information sur la raison et les circonstances de cette nomination à ce poste de responsabilité. Néanmoins, elle fournit des informations car elle suppose que Moussa Ibn Noçaïr devait voir en lui un homme de confiance et d'autorité reconnu au sein de l'armée.
C'est seulement après avoir jugé l'islam bien ancré au Maroc que Moussa Ibn Noçaïr retourne en Ifriqiya. De là, en 711, il envoie, par missive, Tariq Ibn Zyiad, stationné à Tanger, conquérir l'Espagne,,. Tariq se trouve à la tête d'une armée de 7 000 soldats à laquelle s'ajoute, dans un second temps, un contingent de 5 000 hommes, 12 000 hommes exclusivement Berbères.

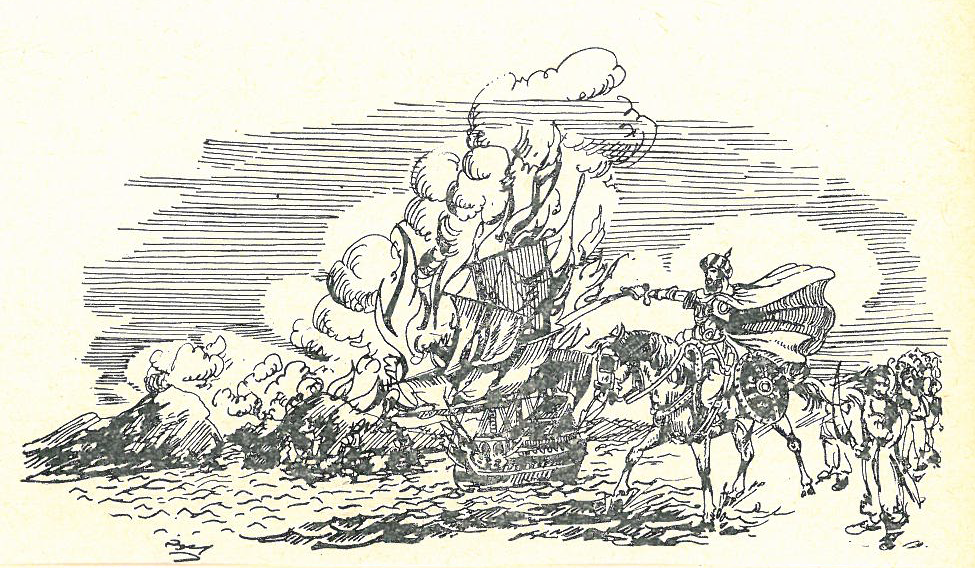
Dessin représentant l'incendie des navires musulmans ordonné par Tariq ibn Ziyad pour empêcher les musulmans de se retirer de la lutte contre les Wisigoths, réalisé en 1964.

Une légende, rapportée par l'historien du xvie siècle, Ahmed Mohammed al-Maqqari, dans son livre Nafh at-tib, prétend que, une fois débarqué à Gibraltar, Tariq aurait fait brûler ses navires et aurait dit à ses hommes,, : « Ô gens, où est l'échappatoire ? La mer est derrière vous, et l'ennemi devant vous, et vous n'avez par Dieu que la sincérité et la patience. »
Le contingent dirigé par Tariq est majoritairement composé de diverses tribus berbères converties. Diverses sources mentionnent un contingent essentiellement formé de berbères locaux et accompagnés de quelques dizaines d'arabes chargés d'apprendre le coran aux soldats fraîchement convertis,. Ibn Khaldoun mentionne bien 12 000 Berbères fraîchement convertis stationnés à Tanger avec Tariq, accompagnés de 27 Arabes chargés de leur formation coranique, sans aucune autre précision, en particulier sur l'origine des ethnies présentes. Philippe Leveau et Jacques Morizot signalent néanmoins la présence au sein du contingeant des montagnards de l'Aurès, vaincus quelques années plus tôt par les Arabes. 
Ce chiffre total de 12 000 hommes, avancé par les récits arabo-musulmans, est considéré comme exagérément faible pour certains historiens contemporains qui mentionnent un contingent bien plus important mais le facteur limitant reste la logistique nécessaire pour faire traverser les 14 km de détroit à des milliers d'hommes avec armes, chevaux, etc. Il faut environ trois ans aux troupes musulmanes pour prendre la quasi-totalité de l'Espagne wisigothe ; la conquête ne touche toutefois pas les royaumes du nord qui sont les futurs acteurs de la Reconquista.
L'historien Abd al-Wahid Dhannun Ṭaha mentionne que plusieurs écrivains arabo-musulmans font état du fait que Tariq a décidé sans en informer son supérieur de faire la traversée du détroit, initiative qui a provoqué la colère de Moussa Ibn Noçaîr.
La version selon laquelle la désobéissance et les succès militaires de Tariq ont provoqué la colère et la jalousie de Moussa Ibn Noçaïr, qui l'a mis aux arrêts et se serait approprié ses conquêtes, n'est confirmée par aucune source historique. En effet, les sources rapportent plutôt agacement et surprise de la part de Moussa Ibn Noçaïr, au vu des richesses amassées par Tariq au cours de sa progression rapide. Les références historiques sur ce point indiquent que les deux hommes sont convoqués et entendus à Damas, en 715, par le calife Al-Walid ben Abd al-Malik pour faire un rapport sur la conquête et leurs prises de guerre. Les deux protagonistes sont alors accusés de détournement de ces dernières,. Aucune référence historique ne fait état d'une éventuelle remise en cause officielle du rôle de Tariq et de ses troupes. Dans tous les cas, de 715 à 720 (date officielle de sa mort), il n'existe aucune information précise sur la vie de Tariq.

## Postérité

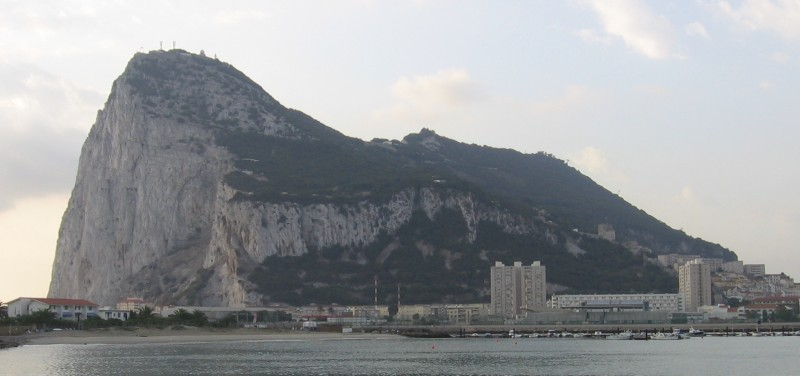
Gibraltar, de l'arabe Jebel Tariq, qui signifie « montagne de Tariq », en référence à Tariq ibn Ziyad.

La place importante donnée à ce personnage dans la conquête musulmane de la péninsule ibérique a pu occulter le rôle primordial joué par de nombreux autres intervenants. L'historien Abd al-Wahid Dhannun Ṭaha, s'appuyant sur plusieurs sources bibliographiques dont celles d'Ibn Khaldoun, apporte entre autres des informations sur les personnages et les circonstances de la conquête, sur les différentes tribus ou ethnies (arabes, berbères) ayant participé à la conquête de la péninsule Ibérique.
Dans le Maghreb contemporain, de nombreux lycées, hôpitaux ou hôtels portent son nom. Tariq Ibn Ziyad est également le nom d'un ferry algérien mis en service en 1995 — dont le slogan est Tariq Ibn Ziyad, le Lien —, et celui d'une frégate multi-fonction de la marine royale marocaine.
Depuis le début du XVIIIe siècle, le rocher de Gibraltar, revendiqué à ce jour encore par les espagnols, est rattaché à la couronne britannique.